# Mitulaspis malayana
Mitulaspis malayana är en insektsart som beskrevs av Hall och Williams 1962. Mitulaspis malayana ingår i släktet Mitulaspis och familjen pansarsköldlöss. Inga underarter finns listade i Catalogue of Life.